# Chriodes nanyukianus
Chriodes nanyukianus är en stekelart som först beskrevs av André Seyrig 1935.  Chriodes nanyukianus ingår i släktet Chriodes och familjen brokparasitsteklar. Inga underarter finns listade i Catalogue of Life.